# Jampäl Shenpen
Jampäl Shenpen (1919 - 1988/1989) was een Tibetaans geestelijke.
Hij was medio 20e eeuw de achtennegentigste Ganden tripa en daarmee de hoofdabt van het klooster Ganden en hoogste geestelijke van de gelugtraditie in het Tibetaans boeddhisme.